# 烏克蘭希臘禮天主教克里米亞督教區
烏克蘭希臘禮天主教克里米亞督教區（烏克蘭語：Кримський екзархат）是烏克蘭一個東儀天主教督教區（烏克蘭希臘禮），屬基輔-加里奇大總教區。是世界唯四天主教總主教代牧督教區之一。
2014年2月13日，原敖德薩-克里米亞督教區一分為二，督教區成立。
督教區範圍包括克里米亞，教座位於辛菲羅波爾。目前督主教席位處於出缺狀態，由原敖德薩-克里米亞督主教、科洛梅亞-切爾諾夫策教區教區主教瓦西里·伊瓦希夫克任大總主教署理。